# Edward Ferry
Edward Payson Ferry (Seattle, 18 giugno 1941 – Mill Valley, 18 settembre 2023) è stato un canottiere statunitense, medaglia d'oro nel due con di canottaggio ai Giochi olimpici di Tokyo 1964.

## Palmarès
| Anno | Manifestazione  | Sede  | Evento  | Risultato |
| ---- | --------------- | ----- | ------- | --------- |
| 1964 | Giochi olimpici | Tokyo | Due con | Oro       |